# Ike & Tina Turner
Ike & Tina Turner bili su američki rock & roll i soul duet, koji su tvorili muž i žena; Ike Turner i Tina Turner 1960-ih. Ovaj duet trajao je punih šesnaest godina, od 1960. do 1976. godine, i snimio veliki broj pjesama vrlo širokog glazbenog raspona od; rock & rolla, soula, bluesa i funka. 
Ostat će upamćeni po svojim divljim nastupima, punim vatrenih plesnih točaka. Od pjesama se pamti njihova izvedba  Proud Mary, za nju su dobili nagradu Grammy. Ovaj duet je za svoj doprinos primljen u Rock and Roll Hall of Fame 1991. 
godine

## Povijest sastava

### Povijest
Ike Turner počeo se glazbom baviti još 1951. kada je sa svojim tadašnjim sastavom  The Kings of Rhythm snimio blues singl ploču, Rocket 88, za koju se kasnije počelo govoriti da je zapravo prva rock and roll ploča koja je ikada snimljena.
1956. šesnaestogodišnja Anna Mae Bullock preselila se iz gradića Nutbush iz Tennesseeja sa svojom majkom i sestrom u grad St. Louis.
Već iduće godine, Anna Mae je sa svojom sestrom postala čest posjetilac noćnih klubova St. Louisa. 
U jednom od tih klubova pao joj je u oči sastav Kings of Rhythm i njihov član gitarist Ike Turner. Kad su oni objavili audiciju za pratećeg pjevača-icu, Anna Mae je gotovo otela mikrofon suparnici i otpjevala I Know You Love Me Baby (pjesmu B.B. Kinga). Turneru se dopao glas Anne i ona je postala prateći vokal u sastavu, ubrzo je postala i prvi kad je otpao muški pjevač na zakazanom snimanju njihove ploče A Fool in Love. Ona je tad postala i Turnerova ljubavnica (u tom trenutku je bila u osmom mjesecu trudnoće). Ike se oduševio Annom, promijenio joj ime u Tina i dao joj svoje prezime Turner (iako je tad bio službeno u braku s drugom ženom), čak je promijenio i ime sastava u The Ike & Tina Turner Revue. U tadašnjem sastavu bile su i tri prateće pjevačice, kasnije nazvane "The Ikettes". Vremenom je sastav postao poznat pod imenom The Ike & Tina Turner, Tina je postala solo pjevačica, a Ike vođa sastava.

### Uspjeh
Nakon snimanja prve singl ploče, "A Fool in Love" (u zimu 1960. godine), sastav je postao poznat, a ploča je postala R&B hit. Popela se na 27. mjesto Billboardove liste.
Sljedeće godine uslijedio je uspjeh s pločom  It's Gonna Work Out Fine, a treći uspjeh bio im je hit iz 1962. godine Poor Fool (popeo se na 39. mjesto). 
Kao sastav Ike&Tina Turner nisu bili baš izuzetno uspješni na top ljestvicama, ali su u međuvremenu postali ozbiljna koncertna atrakcija po Americi, istina samo za uži krug gledatelja koji su za njihove vatrene nastupe nekako saznali.
Onda je došla 1966. godina i suradnja s Phil Spectorom za čiju su tvrtku Phillies label, Ike&Tina snimili svoj najveći hit iz tog vremena "River Deep - Mountain High". Zanimljivost tog snimanja je da je Phil dao 25.000 dolara Ikeu da ovaj ne bude prisutan na snimanju ploče, već samo Tina. Spector je bio i producent, tako je njegov zvučni zid došao do punog izražaja kod snimanja. Pjesma nije postala hit u Americi, ali je ju prihvatio svijet, osobito Britanija, gdje je dosegla 3. mjesto UK Singles Chart ljestvice. Pjesma se osobito dopala Stonsima, tako da su Ike&Tina bili njihova uvodna grupa na njihovim osobito uspješnim američkim turnejama iz 1966. i 1969. godine.
Njihova izvedba pjesme Proud Mary (inače veliki hit sastava Creedence Clearwater Revival) iz 1971. godine postala je ujedno i njihov najveći hit. Za tu ploču dobili su nagradu Grammy 1972. godine za najbolju R&B interpretaciju.

### Raspad
Od 1975. počinje silazna putanja sastava. Tina se sve više počela okretati svojoj solo karijeri. Bez Ikea nastupala je u emisiji pjevačice Cher (The Sonny & Cher Comedy Hour), zatim u Mike Douglas Showu, pa zatim u filmu Tommy. Raspad je visio u zraku i navodno je samo sila sprečavala Tinu da napusti Ikea i sastav. Tina je konačno pobjegla od Ikea nakon teške svađe i tučnjave u hotelu u Dallasu (Texas) uoči nastupa sastava.

### Nakon raskida
Karijera Ika Turnera, nakon razlaza s Tinom krenula je vrtoglavo nizbrdo, ubrzo je uhićen i optužen za posjedovanje droge. Nakon puštanja iz zatvora 1993. godine nastavio je karijeru kao blues glazbenik, tako da je 2007. godine osvojio svojeg prvog Grammyja za album Risin' With the Blues. Nasuprot Ikeu, Tina je po raskidu ubrzo postala međunarodna zvijezda. Ike Turner je umro zbog predoziranja kokainom u dobi od 76. godina 12. prosinca 2007. godine u svom domu u San Diegu. 

## Diskografija

### Singl ploče
- "A Fool in Love" (1960.)
- "It's Gonna Work Out Fine" (1961.)
- "Poor Fool" (1962.)
- "I Can't Belive What You Say" (1964.)
- "River Deep - Mountain High" (1966.)
- "The Hunter" (1969.)
- "I Want to Take You Higher" (1970.)
- "Proud Mary" (1971.)
- "Nutbush City Limits" (1973.)
- "Baby Get It On" (1975.)

### Albumi
- The Soul Of Ike And Tina Turner (Sue, 1961.)
- Dance With Ike And Tina Turner (Sue, 1962.)
- Dynamite (Sue, 1963.)
- Don't Play Me Cheap (Sue, 1963.)
- It's Gonna Work Out Fine (Sue, 1963.)
- Please, Please, Please (Kent, 1964.)
- The Soul Of Ike And Tina Turner (Kent, 1964.)
- The Ike And Tina Show Live (Loma, 1965.)
- Live! The Ike And Tina Turner Show (Warner bros, 1965.)
- River Deep, Mountain High (London, 1966.)
- Festival Of Live Performances (Kent, 1967.)
- So Fine (Pompeii, 1968.)
- In Person (Minit, 1969.)
- Cussin', Cryin' And Carrying On (Pompeii, 1969.)
- Get It Together! (Pompeii, 1969.)
- Outta Season (Blue Thumb, 1969.)
- In Person (Minit, 1969.)
- The Hunter (Blue Thumb, 1969.)
- Her Man, His Woman (Capitol, 1969.)
- Come Together (Liberty, 1970.)
- Workin' Together (Liberty, 1970.)
- Live In Paris (Liberty, 1971.)
- Live At Carnegie Hall - What You Hear Is What You Get (United artists, 1971.)
- 'Nuff Said (United Artists, 1971.)
- Feel Good (United Artists, 1972.)
- Let Me Touch Your Mind (United Artists, 1972.)
- Nutbush City Limits (United Artists, 1973.)
- The world of ike & tina live! (United Artist, 1973.)
- Sweet Island Rhode Red (United Artists, 1974.)
- The gospel according to ike & tina (United Artist, 1974.)
- Delilah's Power (United Artists, 1977.)
- Airwaves (United Artist, 1978.)

## Vanjske poveznice
- [https://web.archive.org/web/20080116202229/http://rockhall.com/inductee/ike-and-tina-turner Stranice posvećene Iku & Tina Turner na stranicama Rock & Roll Hall of

Fame]
- Stranice posvećene Iku & Tina Turner na stranicama History of Rock
- Stranice posvećene Iku & Tina Turner na stranicama Rolling Stone  Arhivirana inačica izvorne stranice od 20. lipnja 2009. (Wayback Machine)